# Trogodendron mirabilis
Trogodendron mirabilis is een keversoort uit de familie mierkevers (Cleridae). De wetenschappelijke naam van de soort is voor het eerst geldig gepubliceerd in 1900 door Schenkling.